# Osip Ėmil'evič Mandel'štam
Osip Ėmil'evič Mandel'štam (in russo Осип Эмильевич Мандельштам?; Varsavia, 15 gennaio 1891 – Vladivostok, 27 dicembre 1938) è stato un poeta, letterato e saggista russo.
Prosatore e saggista, esponente di spicco dell'acmeismo e vittima delle grandi purghe staliniane è da molti considerato il maggiore poeta russo del Novecento.

## Biografia
Mandel'štam nacque a Varsavia (all'epoca parte dell'Impero russo) da una benestante famiglia ebraica, che poco dopo la nascita del futuro poeta si trasferì a San Pietroburgo. Il padre era mercante di pellami, la madre era pianista e insegnante di musica. Nel 1900 Mandel'štam si iscrisse alla prestigiosa scuola Teniševskij, sul cui annuario, nel 1907, apparve la sua prima poesia. Compì diversi viaggi in Italia. Nel 1908 decise di entrare alla Sorbona di Parigi per studiare letteratura e filosofia, ma già l'anno seguente si trasferì all'Università di Heidelberg per poi passare, nel 1911, a quella di San Pietroburgo. Nel 1911 in Finlandia si convertì al Cristianesimo metodista per convinzione spirituale e per opportunità pratica poiché in questo modo avrebbe potuto iscriversi all'università il cui accesso era impedito agli ebrei. Questo tuttavia non impedì a Mandel'štam di continuare a sentirsi profondamente legato alla cultura ebraica.
Nel 1911 aderì alla "Gilda dei poeti", fondata da Nikolaj Gumilëv e da Sergej Gorodeckij. Intorno a questo gruppo si sviluppò il movimento letterario dell'acmeismo, nato come reazione al simbolismo: Mandel'štam fu, nel 1913 tra gli autori del manifesto della corrente, pubblicato solo nel 1919. Nello stesso anno pubblicò la sua prima raccolta di poesie, La pietra. Riformato dal servizio militare, allo scoppio della guerra viaggiò per la Russia, soprattutto in Crimea; a Kiev nel 1919 incontrò Nadežda, giovane pittrice colta, che sarà la sua compagna della vita. Nel 1922 si trasferì a Mosca con la moglie, sposata l'anno precedente, mentre a Berlino pubblicava la sua seconda raccolta, Tristia. In seguito, e per diversi anni, trascurò la poesia per dedicarsi principalmente a saggistica, critica letteraria, memorie (Il rumore del tempo e Fedosia, entrambe del 1925), e brevi testi in prosa (Il francobollo egiziano, 1928). Per sostenersi, eseguì numerose traduzioni e collaborò con un giornale.

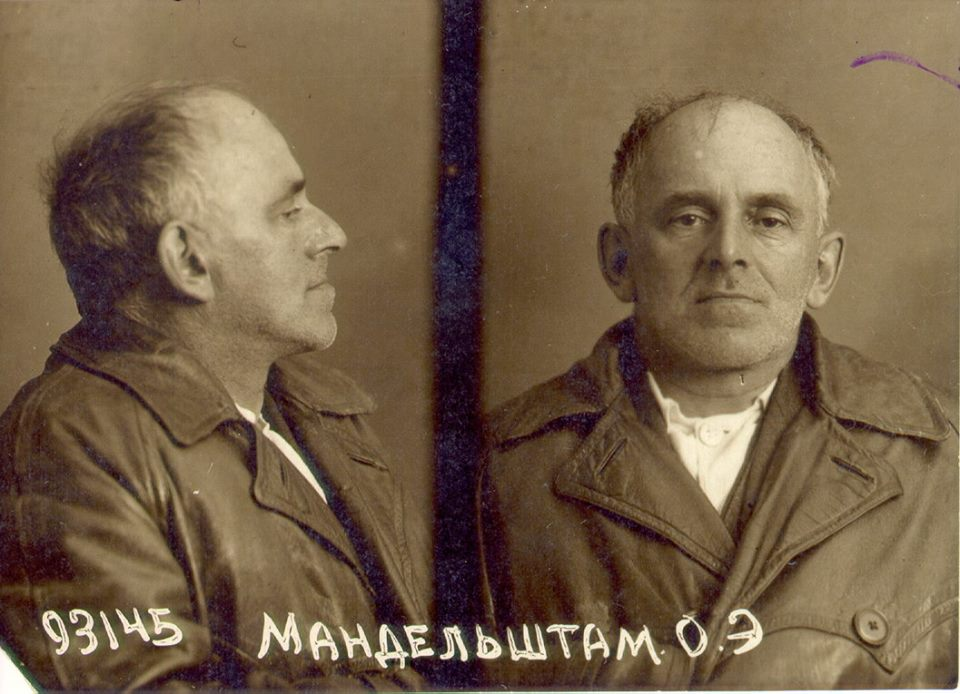
Foto segnaletica di Mandel'štam del 1938, all'epoca del suo secondo arresto

Accusato di plagio nel 1929 per un errore del suo editore, si difese con energia in una serie di scritti e per evitare ulteriori polemiche viaggiò in Georgia e in Armenia di cui scrisse nel 1930 in Viaggio in Armenia, opera duramente criticata dalla Pravda. Le tendenze anticonformiste e di critica al sistema staliniano di Mandel'štam, che pure nei primi anni aveva convintamente aderito al bolscevismo, deflagrarono nel novembre del 1933, quando compose e diffuse il celebre Epigramma di Stalin che era succeduto a Lenin a capo del paese e definito da Mandel'štam «il montanaro del Cremlino», le cui «tozze dita come vermi sono grasse» . Si trattava di una feroce e sarcastica critica del regime comunista di Stalin, a cui il poeta attribuiva la colpa della grande carestia provocata in Ucraina dalla collettivizzazione forzata.

Sei mesi più tardi fu arrestato una prima volta dall'NKVD, ma schivò la condanna al campo di lavoro: un evento sorprendente, generalmente interpretato come segno di interessamento personale di Stalin al suo caso. Mandel'štam fu tuttavia inviato con la moglie al confino sugli Urali, a Čerdyn'. In seguito, dopo un tentativo di suicidio, la pena fu attenuata e si ridusse al divieto di ingresso nelle grandi città; Mandel'štam scelse di stabilirsi con la moglie a Voronež. Nel 1938 fu nuovamente arrestato; condannato ai lavori forzati, fu trasferito nell'estremità orientale della Siberia. Morì a fine dicembre nel gulag di Vtoraja rečka, un campo di transito presso Vladivostok, ufficialmente a causa di una non meglio specificata malattia. Il suo ricordo fu per lungo tempo conservato clandestinamente dalla moglie, che aveva imparato a memoria numerosi testi poetici del marito.
(da una lettera di Osip Ė. Mandel'štam a Nadežda Jakovlevna)
Alla morte di Mandel'štam è ispirato un racconto di Varlam Tichonovič Šalamov, dal titolo "Cherry-brandy", pubblicato nella raccolta I racconti di Kolyma.

## Opere principali
- La pietra (Камень - Kamen'), 1913
- Tristia, 1922

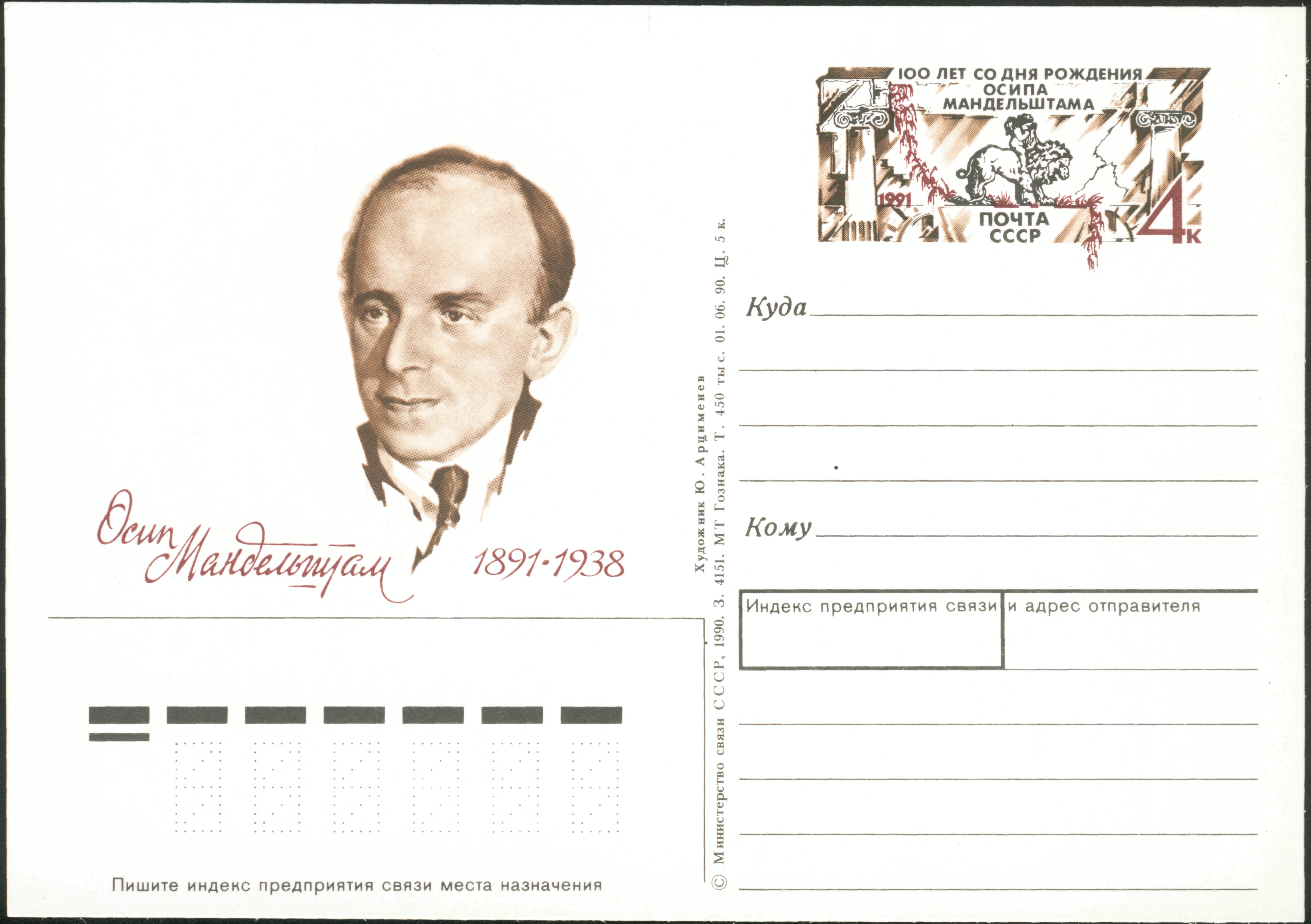
1991 Cartolina celebrativa

- Il rumore del tempo (Шум времени - Šum vremeni), 1925)
- Fedosia (Феодосия - Feodosija), 1925
- Il francobollo egiziano (Египетская марка - Egipetskaja marka), 1928
- Poesie (Стихотворения - Stichotvorenija), 1928
- Sulla poesia (О поэзии - O poèzii), 1928
- Conversazione su Dante (Разговор о Данте - Razgovor o Dante), 1933
- Viaggio in Armenia, 1933

### Edizioni italiane delle opere
- Strofe pietroburghesi, trad. e introduzione di Cesare G. De Michelis, Milano: Ceschina, 1964
- La quarta prosa. Sulla poesia. Discorso su Dante. Viaggio in Armenia, trad. di Maria Olsoufieva, presentazione di Angelo Maria Ripellino, Bari: De Donato, 1967
- Poesie, a cura di Serena Vitale, Milano: Garzanti, 1972
- Nadežda Mandel'štam, Le mie memorie con poesie e altri scritti di Osip Mandel'štam, trad. di Serena Vitale, Milano: Garzanti, 1972
- Poesie 1921-1925, trad. di Serena Vitale, Parma: Guanda, 1976
- Il rumore del tempo. Feodosia. Il francobollo egiziano, trad. di Giuliana Raspi, Torino: Einaudi, 1980; Firenze: Passigli, 2010
- La quarta prosa, trad. di Maria Olsoufieva, con due scritti di Angelo Maria Ripellino, Roma: Editori Riuniti, 1982, 2012
- Poesie, trad. di Annelisa Alleva, "Nuovi Argomenti", n. 26, 1988, pp. 67-69
- Lettere al padre, trad. di Annelisa Alleva, "Nuovi Argomenti", n. 26, 1988, pp. 94-105
- Viaggio in Armenia, a cura di Serena Vitale, Milano: Adelphi, 1988, 1996, 2002
- Articoli sulla letteratura e sull'arte, a cura di Giorgio Pasini, Milano: Celuc, 1989
- Viaggio in Armenia, Firenze: Pontecorboli, 1990, 2012
- Conversazione su Dante, a cura di Remo Faccani, Genova: Il melangolo, 1994, 2003, 2015
- Quaderni di Voronež, trad. e note di Maurizia Calusio, presentazione di Ermanno Krumm, Milano: Mondadori, 1995
- Cinquanta poesie, a cura di Remo Faccani, Torino: Einaudi, 1998
- Sulla poesia, trad. di Maria Olsoufieva, con due scritti di Angelo Maria Ripellino, nota di Fausto Malcovati, Milano: Bompiani, 2003
- Il programma del pane, a cura di Lia Tosi, Troina: Città aperta, 2004
- La conchiglia e altre poesie, a cura di Stefania Sini, Pistoia: Via del vento, 2005
- Saggi e poesie per bambini, trad. di Donata De Bartolomeo, a cura di Giorgio Linguaglossa, Roma: Scettro del Re, 2005
- Ottanta poesie, a cura di Remo Faccani, Torino: Einaudi, 2009
- Libertà al crepuscolo, a cura di Remo Faccani, Milano: Corriere della Sera, 2012
- Il rumore del tempo e altri scritti, a cura di Daniela Rizzi, Milano: Adelphi, 2012
- I lupi e il rumore del tempo. Poesie, trad. e introduzione di Paolo Ruffilli, Castelfranco Veneto: Biblioteca dei leoni, 2013
- Trenta poesie, trad. di Paolo Statuti, introduzione di Claudia Scandura, Piateda: Cfr, 2014
- La pietra, a cura di Gianfranco Lauretano, Milano: Il Saggiatore, 2014, 2018
- Quaderni di Voronež: primo quaderno, a cura di Maurizia Calusio, Macerata: Giometti & Antonello, 2017
- Quasi leggera morte. Ottave, a cura di Serena Vitale, Milano: Adelphi, 2017
- L'opera in versi, a cura di Gario Zappi, Macerata: Giometti & Antonello, 2018
- Epistolario. Lettere a Nadja e agli altri (1907-1938), a cura di Maria Gatti Racah, Giometti & Antonello, 2020
- Quaderni di Mosca, Einaudi, Torino, 2021.
- Pietra, a cura di Bruno Osimo, La Vita Felice, Milano, 2023.
- Tristia. Secondo libro, a cura di Bruno Osimo, Milano, 2024.

### Letteratura critica e opere correlate
- Elisabetta Rasy, La scienza degli addii, Rizzoli 2005
- Marina Argenziano, Solo un'ombra. Osip Mandel'štam e la parola negata, Irradiazioni 2005
- Nadežda Mandel'štam, L'epoca e i lupi, Fondazione Liberal 2006
- Carlo Tenuta, Dante in Crimea. Osip Mandel'štam e la "Divina Commedia": poesia ed esilio in una lettura novecentesca, RIVISTA INTERSEZIONI, anno XXIX, numero 2, agosto 2009 (pp. 179–196)
- Andrea Galgano, Osip Mandel'štam. Il crepuscolo e la dimora, in Mosaico, Aracne, Roma 2013 (pp. 399–403)
- Анатолий Ливри, "Мандельштам в пещере Заратустры", - в Вестнике Университета Российской Академии Образования, ВАК, 1 – 2014, Москва, с. 9 – 21.; Nietzsche.ru. Французская версия в Nietzscheforschung, Berlin, Humboldt-Universität, 2013, Band 20, S. 313-324